# Zanonieae
Zanonieae — триба рослин родини гарбузових, яка включає 15 видів з Африки, Південної Америки, Азії, Нової Гвінеї.

## Склад триби
- Gerrardanthus[1]
  - 5 видів — Африка
- Siolmatra[2]
  - 2 види — Південна Америка
- Xerosicyos[3]
  - 6 видів — Мадагаскар
- Zanonia[4]
  - 2 види — Південна й Південно-Східна Азія, Нова Гвінея